# Drawsko (osada)
Drawsko – osada w Polsce położona w województwie wielkopolskim, w powiecie czarnkowsko-trzcianeckim w gminie Drawsko.
W latach 1975–1998 miejscowość administracyjnie należała do województwa pilskiego.